# Kungurtug
Kungurtug (ros. Кунгуртуг) – wieś (ros. село, trb. sieło) w rosyjskiej autonomicznej republice Tuwy.
Miejscowość jest ośrodkiem administracyjnym kożuunu (rejonu) tierie-cholskiego.